# Mistrzostwa Świata w Piłce Nożnej 2026 (eliminacje strefy CAF)/Grupa G
Ten artykuł dotyczy trwającego lub niedawnego wydarzenia sportowego. Informacje w nim zamieszczone mogą się zmienić lub zdezaktualizować wraz z postępem zdarzenia. Początkowe doniesienia, wyniki lub statystyki mogą być niepewne. Ostatnie aktualizacje do tego artykułu mogą nie odzwierciedlać najbardziej aktualnych informacji.
W Grupie G pierwszej rundy eliminacji do Mistrzostw Świata 2026 biorą udział następujące zespoły:
- Algieria
- Gwinea
- Uganda
- Mozambik
- Botswana
- Somalia

## Tabela
| Lp. | Drużyna  | M | Z | R | P | B+ | B- | +/– | Pkt | Kwalifikacja                     |     | Algieria | Mozambik | Botswana | Uganda | Gwinea | Somalia |
| --- | -------- | - | - | - | - | -- | -- | --- | --- | -------------------------------- | --- | -------- | -------- | -------- | ------ | ------ | ------- |
| 1   | Algieria | 6 | 5 | 0 | 1 | 16 | 6  | +10 | 15  | Awans na Mistrzostwa Świata 2026 |     |          | 5–1      | wrz      | paź    | 1–2    | 3–1     |
| 2   | Mozambik | 6 | 4 | 0 | 2 | 10 | 11 | −1  | 12  | Możliwy awans do drugiej rundy   |     | 0–2      |          | wrz      | 3–1    | paź    | 2–1     |
| 3   | Botswana | 6 | 3 | 0 | 3 | 9  | 8  | +1  | 9   |                                  |     | 1–3      | 2–3      |          | paź    | 1–0    | 2–0     |
| 4   | Uganda   | 6 | 3 | 0 | 3 | 6  | 7  | −1  | 9   |                                  | 1–2 | wrz      | 1–0      |          | 1–0    | wrz    |         |
| 5   | Gwinea   | 6 | 2 | 1 | 3 | 4  | 5  | −1  | 7   |                                  | wrz | 0–1      | paź      | 2–1      |        | 0–0    |         |
| 6   | Somalia  | 6 | 0 | 1 | 5 | 3  | 11 | −8  | 1   |                                  | paź | paź      | 1–3      | 0–1      | wrz    |        |         |

## Wyniki
| 16 listopada 202314:00 CET | Botswana                   | 2:3(0:1) | Mozambik                             | Francistown Stadium, Francistown Sędzia: Peter Waweru |
| 16 listopada 202314:00 CET | Tlhalefang 74' · Ngele 85' | 2:3(0:1) | 14' Bauque · 52' Ratifo · 75' Muiomo | Francistown Stadium, Francistown Sędzia: Peter Waweru |

| 16 listopada 202317:00 CET | Algieria                                     | 3:1(2:0) | Somalia   | Nelson Mandela Stadium, Baraki Sędzia: Boubou Traoré |
| 16 listopada 202317:00 CET | Abdi 2' (sam.) · Bounedjah 31' · Slimani 80' | 3:1(2:0) | 65' Ahmed | Nelson Mandela Stadium, Baraki Sędzia: Boubou Traoré |

| 17 listopada 202314:00 CET | Gwinea                         | 2:1(1:1) | Uganda   | Stade Municipal de Berkane, Barkan (Maroko) Widzów: 250 Sędzia: Messie Nkounkou |
| 17 listopada 202314:00 CET | A. Camara 10' · S. Cissé 90+4' | 2:1(1:1) | 30' Bayo | Stade Municipal de Berkane, Barkan (Maroko) Widzów: 250 Sędzia: Messie Nkounkou |

| 19 listopada 202314:00 CET | Mozambik                  | 0:2(0:0) | Algieria | Estádio do Zimpeto, Maputo Sędzia: Samuel Uwikunda |
| 19 listopada 202314:00 CET | 65' Chaïbi · 80' Zerrouki | 0:2(0:0) |          | Estádio do Zimpeto, Maputo Sędzia: Samuel Uwikunda |

| 21 listopada 202314:00 CET | Botswana       | 1:0(0:0) | Gwinea | Francistown Stadium, Francistown Sędzia: Patrice Mebiame |
| 21 listopada 202314:00 CET | Seakanyeng 79' | 1:0(0:0) |        | Francistown Stadium, Francistown Sędzia: Patrice Mebiame |

| 21 listopada 202314:00 CET | Somalia | 0:1(0:1) | Uganda | Stade Municipal de Berkane, Barkan (Maroko) Widzów: 200 Sędzia: Jose Asangono |
| 21 listopada 202314:00 CET | 4' Mato | 0:1(0:1) |        | Stade Municipal de Berkane, Barkan (Maroko) Widzów: 200 Sędzia: Jose Asangono |

| 6 czerwca 202421:00 CEST | Algieria         | 1:2(0:0) | Gwinea                       | Stade Nelson-Mandela, Algier Widzów: 32 000 Sędzia: Bamlak Tessema Weyesa |
| 6 czerwca 202421:00 CEST | Baldé 52' (sam.) | 1:2(0:0) | 50' M. Sylla · 63' A. Camara | Stade Nelson-Mandela, Algier Widzów: 32 000 Sędzia: Bamlak Tessema Weyesa |

| 7 czerwca 202415:00 CEST | Mozambik               | 2:1(2:0) | Somalia    | Estádio do Zimpeto, Maputo Widzów: 41 000 Sędzia: Tsegay Mogos Teklu |
| 7 czerwca 202415:00 CEST | Amade 14' · Ratifo 29' | 2:1(2:0) | 66' Shirwa | Estádio do Zimpeto, Maputo Widzów: 41 000 Sędzia: Tsegay Mogos Teklu |

| 7 czerwca 202418:00 CEST | Uganda     | 1:0(0:0) | Botswana | Nelson Mandela National Stadium, Kampala Sędzia: Clément Kpan |
| 7 czerwca 202418:00 CEST | Shaban 74' | 1:0(0:0) |          | Nelson Mandela National Stadium, Kampala Sędzia: Clément Kpan |

| 10 czerwca 202415:00 CEST | Somalia    | 1:3(0:1) | Botswana                                     | Estádio do Zimpeto, Maputo (Mozambik) Sędzia: Emmanuel Mensah |
| 10 czerwca 202415:00 CEST | Hassan 74' | 1:3(0:1) | 10' Sesinyi · 53' Gaolaolwe · 72' Seakanyeng | Estádio do Zimpeto, Maputo (Mozambik) Sędzia: Emmanuel Mensah |

| 10 czerwca 202418:00 CEST | Uganda      | 1:2(1:0) | Algieria                 | Nelson Mandela National Stadium, Kampala Widzów: 45 000 Sędzia: Adissa Ligali |
| 10 czerwca 202418:00 CEST | Mutyaba 10' | 1:2(1:0) | 46' Aouar · 58' Benrahma | Nelson Mandela National Stadium, Kampala Widzów: 45 000 Sędzia: Adissa Ligali |

| 10 czerwca 202421:00 CEST | Gwinea       | 0:1(0:0) | Mozambik | Stade El Abdi, Al-Dżadida (Maroko) Sędzia: Pacifique Ndabihawenimana |
| 10 czerwca 202421:00 CEST | 90+3' Catamo | 0:1(0:0) |          | Stade El Abdi, Al-Dżadida (Maroko) Sędzia: Pacifique Ndabihawenimana |

| 20 marca 202514:00 CET | Mozambik                      | 3:1(3:1) | Uganda    | Stadion Międzynarodowy, Kair (Egipt) Widzów: 100 Sędzia: Pierre Atcho |
| 20 marca 202514:00 CET | Santos 3', 16' · Ratifo 45+3' | 3:1(3:1) | 7' Shaban | Stadion Międzynarodowy, Kair (Egipt) Widzów: 100 Sędzia: Pierre Atcho |

| 21 marca 202514:00 CET | Botswana     | 1:3(0:1) | Algieria                     | Francistown Stadium, Francistown Widzów: 3278 Sędzia: Ahmed Arajiga |
| 21 marca 202514:00 CET | Kopelang 70' | 1:3(0:1) | 44' Gouiri · 52', 74' Ammura | Francistown Stadium, Francistown Widzów: 3278 Sędzia: Ahmed Arajiga |

| 21 marca 202522:00 CET | Gwinea | 0:0(0:0) | Somalia | Stade National de la Côte d'Ivoire, Anyama (Wybrzeże Kości Słoniowej) Widzów: 213 Sędzia: Andofetra Rakotojaona |
| 21 marca 202522:00 CET |        | 0:0(0:0) |         | Stade National de la Côte d'Ivoire, Anyama (Wybrzeże Kości Słoniowej) Widzów: 213 Sędzia: Andofetra Rakotojaona |

| 25 marca 202517:00 CET | Uganda     | 1:0(1:0) | Gwinea | Nelson Mandela National Stadium, Kampala Sędzia: Jean-Jacques Ndala Ngambo |
| 25 marca 202517:00 CET | Okello 36' | 1:0(1:0) |        | Nelson Mandela National Stadium, Kampala Sędzia: Jean-Jacques Ndala Ngambo |

| 25 marca 202520:00 CET | Botswana                    | 2:0(0:0) | Somalia | Francistown Stadium, Francistown Sędzia: Joseph Ogabor |
| 25 marca 202520:00 CET | Mohutsiwa 74' · Johnson 83' | 2:0(0:0) |         | Francistown Stadium, Francistown Sędzia: Joseph Ogabor |

| 25 marca 202522:00 CET | Algieria                                     | 5:1(3:1) | Mozambik   | Hocine Aït Ahmed Stadium, Tizi Wuzu Sędzia: Pacifique Ndabihawenimana |
| 25 marca 202522:00 CET | Ammura 8', 30', 80' · Mandi 24' · Hadjam 65' | 5:1(3:1) | 40' Catamo | Hocine Aït Ahmed Stadium, Tizi Wuzu Sędzia: Pacifique Ndabihawenimana |

| 2025-09-dataCEST | Uganda |  | Mozambik |  |
| 2025-09-dataCEST |        |  |          |  |

| 2025-09-dataCEST | Somalia |  | Gwinea |  |
| 2025-09-dataCEST |         |  |        |  |

| 2025-09-dataCEST | Algieria |  | Botswana |  |
| 2025-09-dataCEST |          |  |          |  |

| 2025-09-dataCEST | Gwinea |  | Algieria |  |
| 2025-09-dataCEST |        |  |          |  |

| 2025-09-dataCEST | Uganda |  | Somalia |  |
| 2025-09-dataCEST |        |  |         |  |

| 2025-09-dataCEST | Mozambik |  | Botswana |  |
| 2025-09-dataCEST |          |  |          |  |

| 2025-10-dataCEST | Somalia |  | Algieria |  |
| 2025-10-dataCEST |         |  |          |  |

| 2025-10-dataCEST | Mozambik |  | Gwinea |  |
| 2025-10-dataCEST |          |  |        |  |

| 2025-10-dataCEST | Botswana |  | Uganda |  |
| 2025-10-dataCEST |          |  |        |  |

| 2025-10-dataCEST | Gwinea |  | Botswana |  |
| 2025-10-dataCEST |        |  |          |  |

| 2025-10-dataCEST | Somalia |  | Mozambik |  |
| 2025-10-dataCEST |         |  |          |  |

| 2025-10-dataCEST | Algieria |  | Uganda |  |
| 2025-10-dataCEST |          |  |        |  |

## Strzelcy

### 5 goli
- Muhammad Ammura

### 3 gole
- Stanley Ratifo

### 2 gole
- Kabelo Seakanyeng
- Aguibou Camara
- Pepo Santos
- Geny Catamo
- Muhammad Shaban

### 1 gol
- Houssem Aouar
- Saïd Benrahma
- Baghdad Bounedjah
- Farès Chaïbi
- Amine Gouiri
- Jaouen Hadjam
- Aïssa Mandi
- Islam Slimani
- Ramiz Zerrouki
- Mosha Gaolaolwe
- Mothusi Johnson
- Tebogo Kopelang
- Gape Mohutsiwa
- Mogakolodi Ngele
- Thabang Sesinyi
- Molaodi Tlhalefang
- Seydouba Cissé
- Morlaye Sylla
- Alfons Amade
- Clesio Bauque
- Jonathan Muiomo
- Yusuf Ahmed
- Sakariya Hassan
- Ismael Shirwa
- Fahad Bayo
- Rogers Mato
- Travis Mutyaba
- Allan Okello

### Gole samobójcze
- Yasser Baldé (dla  Algierii)
- Ahmed Abdullahi Abdi (dla  Algierii)